# Фелипе Лима
Фелипе Фереира Лима (порт. Felipe Ferreira Lima; Кујаба, 5. април 1985) бразилски је пливач чија специјалност су трке прсним стилом. Вишеструки је национални првак, учесник светских првенстава и олимпијских игара. 

## Каријера
Лима је пливање почео да тренира релативно касно, са 12 година. Прво велико такмичење на коме је наступио је било светско првенство у малим базенима у Шангају 2006. године. Већ наредне године, на Универзијади у Бангкоку, осваја и прву медаљу у каријери, сребро у трци на 50 прсно коју је испливао у времену од 27,94 секунде, поставши тако првим јужћноамеричким пливачем који је ту деоницу испливао за мање од 28 секунди.
На светским првенствима у великим базенима је дебитовао у Мелбурну 2007, а наступио је и на светским првенствима у Шангају 2011, Барселони 2013, Казању 2015, Будимпешти 2017. и Квангџуу 2019. године. Највеће успехе остварио је у Барселони, где је освојио бронзану медаљу у трци на 100 прсно, те у Квангџуу где је освојио сребро на 50 прсно. 
Иако је на бразилском изборном првенству за ЛОИ 2008. у Пекингу успео да исплива квалификациону норму у трци на 100 прсно, због ограниченог броја учесника из једне земље по дисциплини, није наступио на Играма у главном граду Кине (био је укупно трећи у тим квалификацијама). На Олимпијским играма је дебитовао у Лондону 2012. где је успео да се пласира у полуфинале трке на 100 прсно, коју је окончао на укупно 13. месту.